# Floodlights
Floodlights — австралійський рок-гурт із Мельбурна, штат Вікторія, створений у 2018 році.

## Історія
Ідея створення гурту Floodlights виникла під час розмови в культовому мельбурнському пабі The Tote Hotel.
В травні 2019 року гурт Floodlights самостійно випустив мініальбом Backyard.
Пізніше гурт підписав контракт з лейблом Spunk Records, який перевидав мініальбом Backyard, а також отримав право випустити майбутній студійний альбом From A View, який вийшов у липні 2020 року.
У червні 2021 року гурт Floodlights випустив сингл The More I Am / Overflowing Cup на 7" вінілі, на місцевому мельбурнському лейблі Tiny Town.
На початку квітня 2023 року вийшов другий студійний альбом гурту Floodlights, Painting of My Time на лейблі Virgin Music. На підтримку альбому гурт гастролював в Європі та Австралії протягом більш ніж половини року, включаючи тріумф на музичному фестивалі Meredith. Газета The Age назвала їх одним із видатних гуртів.

## Учасники гурту
- Луїс Парсонс (Louis Parsons),
- Ешлі Кехо (Ashlee Kehoe),
- Джо Драффен (Joe Draffen),
- Арчі Шеннон (Archie Shannon),
- Сара Геллієр (Sarah Hellyer)

## Дискографія

### Студійні альбоми
- From A View (Spunk Records, 2020)
- Painting of My Time (Virgin Music, 2023)

### Мініальбоми
- Backyard (Spunk Records, 2019)
- The More I Am / Overflowing Cup 7" (Tiny Town, 2021)